# برونو بتاتا
برونو بتاتا (بالبرتغالية: Bruno Fressato Cardoso‏) هو لاعب كرة قدم برازيلي في مركز الهجوم، ولد في 26 سبتمبر 1984 في كوريتيبا في البرازيل. لعب مع نادي بروندبي ونادي كوريتيبا.